# Valle bajo del Omo
El valle bajo del Omo fue declarado Patrimonio de la Humanidad en 1980. Se trata de uno de los conjuntos de yacimientos paleontológicos más importantes de África. Está situado en el valle del río Omo, en el estado federado de las Naciones, Nacionalidades y Pueblos del Sur de Etiopía, cerca del lago Turkana y de la frontera con Kenia. 
Contiene restos de homínidos de entre 1,7 y 4 millones de años de antigüedad que han resultado de fundamental importancia para el estudio de la evolución humana; entre ellos, se encuentran los fósiles más antiguos conocidos de Homo sapiens, de unos 195 000 años.

### En español
- Valle del río Omo. Fotografías y características de las tribus del Valle del río Omo en Etiopía.

### En inglés
- Lower Valley of the Omo
- Valle del Omo Archivado el 30 de octubre de 2011 en Wayback Machine.

- Datos: Q10942550